# Piața Orașului Vechi din Praga

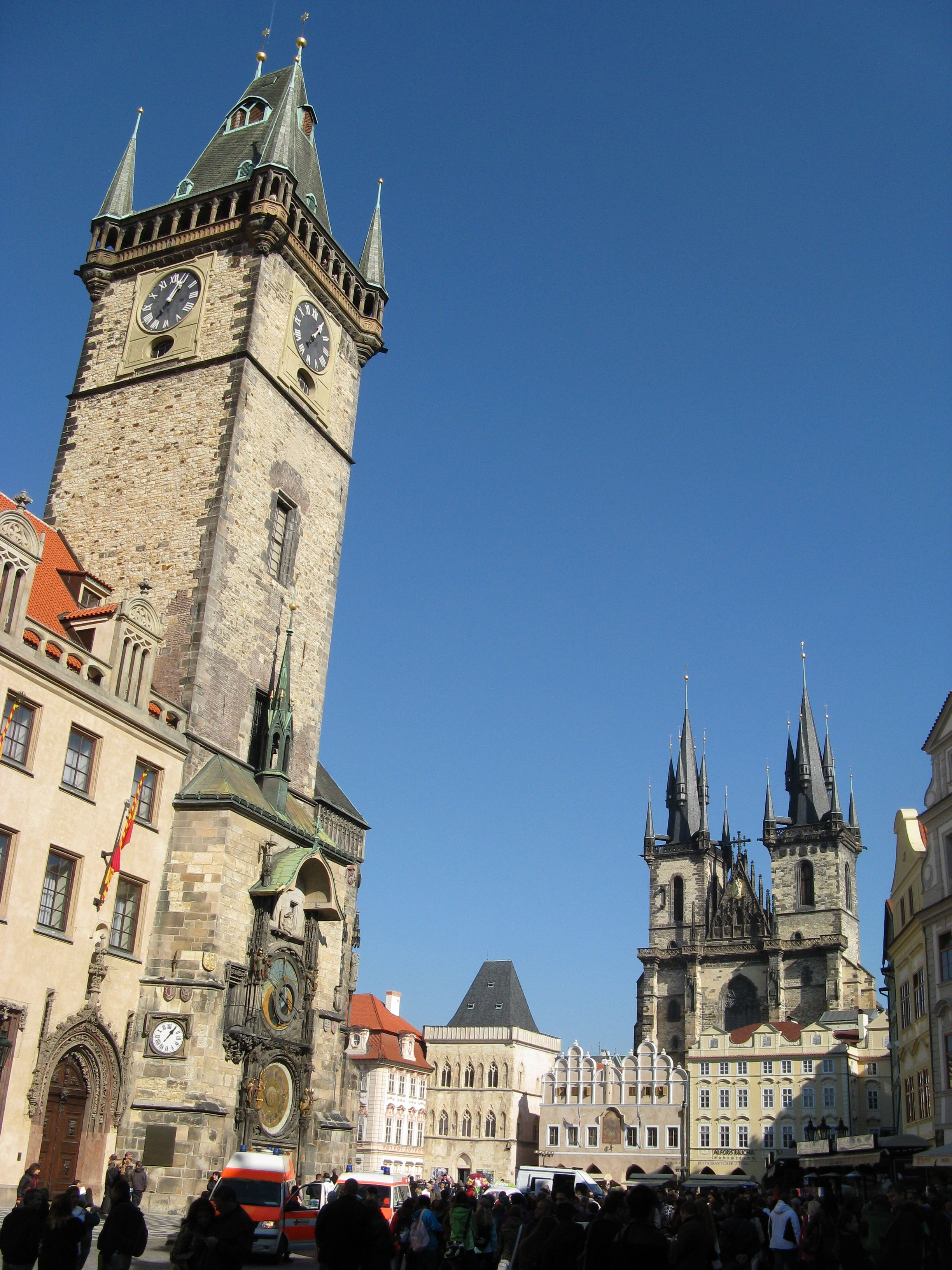
Primăria Veche și Biserica Týn

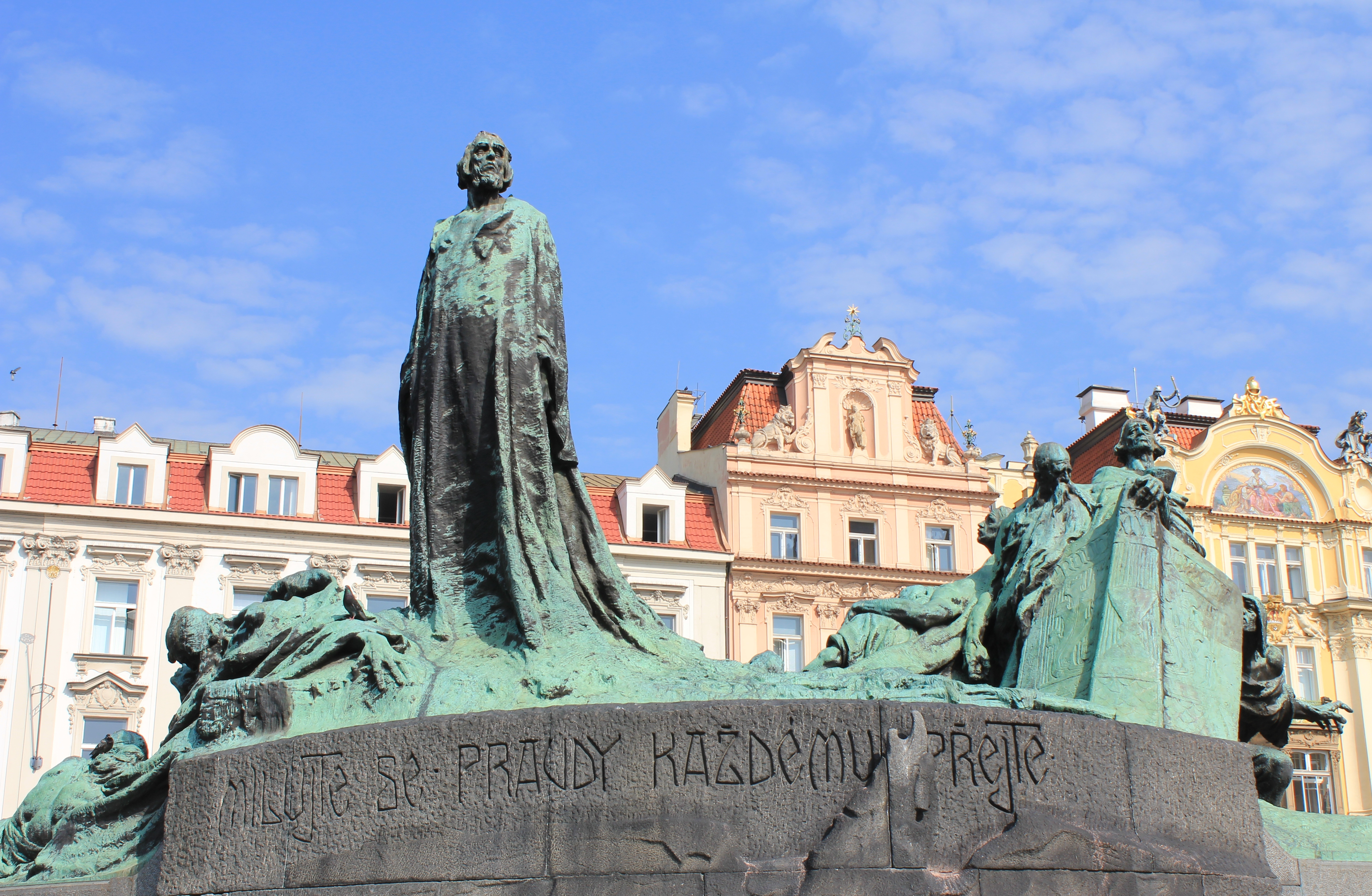
Monumentul lui Jan Hus

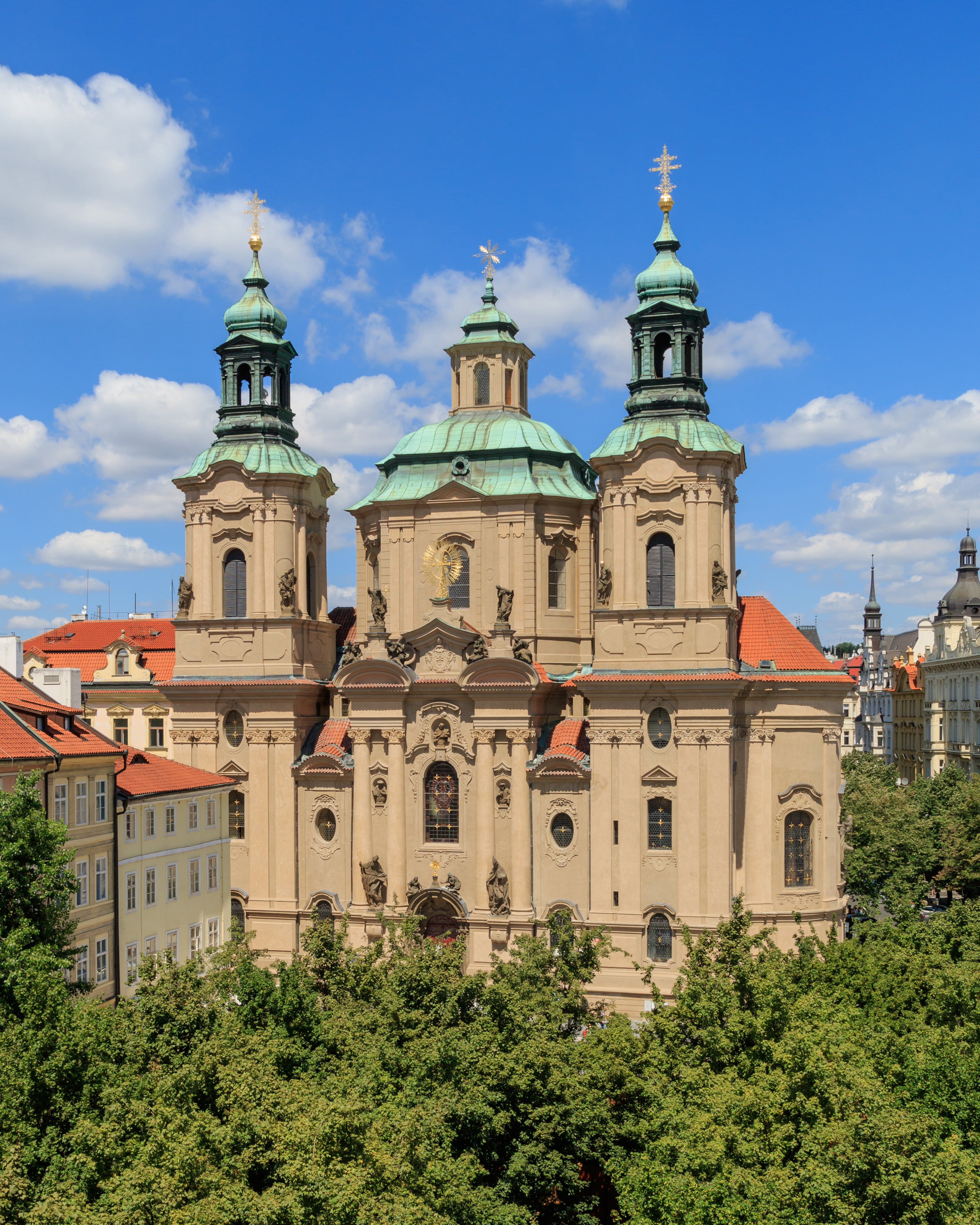
Biserica Sf. Nicolae din Staré Město

Piața Orașului Vechi (în cehă:  Staroměstské náměstí (ajutor·info)) este o piață istorică din cartierul Orașul Vechi (Staré Město) al Pragăi, capitala Republicii Cehe. Ea se află între Piața Wenceslas și Podul Carol.

## Clădiri
Piața conține mai multe clădiri construite în diferite stiluri arhitecturale. Turnul Primăriei Vechi oferă o vedere panoramică asupra Orașului Vechi, având la partea superioară un ceas astronomic medieval. Ceasul astronomic din Praga a fost instalat pentru prima dată în 1410, fiind al treilea ceas astronomic ca vechime din lume și cel mai vechi aflat încă în funcțiune.
Biserica gotică Týn a fost începând din secolul al XIV-lea biserica principală din această parte a orașului, iar cele două turnuri ale sale au înălțimea de 80 m. Biserica Sf. Nicolae din Staré Město, construită în stil baroc, este un alt lăcaș de cult situat în piață. Un muzeu de artă al Galeriei Naționale Cehe este situat în Palatul Kinský.

## Statui și alte monumente
În centrul pieței se află monumentul reformatorului religios Jan Hus, care a fost ars pe rug pentru convingerile sale la Konstanz, ducând la declanșarea Războaielor Husite. Statuia cunoscută azi ca Memorialul Jan Hus a fost amplasată în piață la 6 iulie 1915 cu ocazia comemorării a 500 de ani de la moartea sa.
În fața Primăriei Vechi este, de asemenea, un monument memorial dedicat martirilor (printre care Jan Jesenius și Maxmilián Hošťálek) decapitați pe acel loc în timpul Execuției din Piața Orașului Vechi de către habsburgi, după Bătălia de la Muntele Alb. Douăzeci și șapte de cruci sunt amplasate pe pavajul trotuarului în cinstea lor. Crucile au fost instalate în timpul reparațiilor Primăriei Vechi după cel de-Al Doilea Război Mondial, în timp ce o placă memorială din apropiere, care enumeră numele tuturor celor 27 de victime, datează din 1911.
În piață se mai afla o coloană mariană, ce fusese amplasată acolo la scurt timp după Războiul de Treizeci de Ani. Ea a fost demolată la 3 noiembrie 1918 într-o acțiune ce simboliza obținerea independenței față de Imperiul Habsburgic.

## Târguri

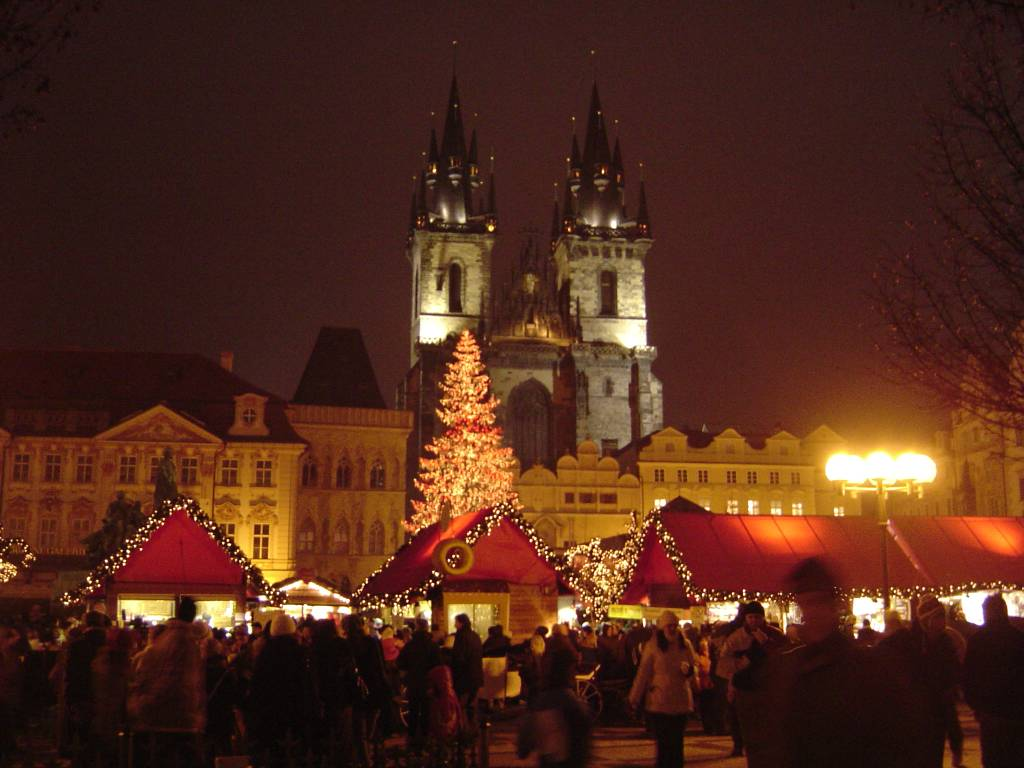
Târgul tradițional de Crăciun

În preajma sărbătorilor de Crăciun și de Paște sunt organizate târguri de produse tradiționale în piața Orașului Vechi; ele seamănă cu târgurile medievale.
Târgurile de Crăciun din Piața Orașului Vechi sunt cele mai mari târguri de Crăciun din Republica Cehă, fiind vizitate de sute de mii de turiști din Republica Cehă și din străinătate. Este ridicat un pom înalt decorat și amenajată o scenă pentru spectacole muzicale. Târgurile sunt vizitate în special de către germani, ruși, italieni și britanici.